# マロ・ギュスト
マロ・ギュスト（Malo Gusto, 2003年5月19日 - ）は、フランスのプロサッカー選手。フランス代表。チェルシーFC所属。ポジションはディフェンダー（サイドバック）。

## 経歴

### 幼少期
後にオリンピック・リヨンのホームスタジアムとなるパルク・オリンピック・リヨンのある、メトロポール・ド・リヨンのデシーヌ＝シャルピューに生まれた。
イゼール県で育ったギュストに父親が最初にやらせたのはラグビーであったが、やがてサッカーを選び、バカロレアの勉強をしながら、プロサッカー選手になる夢を追いかけた。

### クラブ
ヴィルフォンテーヌのクラブでサッカーを始め、その後1年間ブルグワン＝ジャリユに在籍し、14歳に満たない年でリヨンの下部組織に移り、先輩であるアミーヌ・グイリと同じような道を進んだ。リヨンが本拠地をパルク・オリンピック・リヨンに移転したのと同じ年に、偶然にもギュストもリヨンへと移った。
リヨンではフロラン・ダ・シルヴァ、ヤヤ・スマレ、ラヤン・シェルキらと同世代で、2020年12月、トップチームとプロ契約を交わした。その時点で、リュディ・ガルシア監督のもとリーグ・アンにも数試合出場していたが、主にナシオナル2のBチームが活躍の場であった。
プロデビューは2021年1月24日、サンテティエンヌとのデュルビ・デュ・ローヌ、試合終了間際にブルーノ・ギマランイスとの交代での出場であった。短期間ではあったがリーグ・アンでプレイしたこのシーズン終了後、6月にリヨンと2024年までの新たな契約を交わした。
2021年夏のシーズン開幕前、ペーター・ボスが新監督に就任すると、カステロ・ルケバらとともに若手の有望株としてすぐに起用され、4-1で勝利した親善試合のヴォルフスブルク戦ではマン・オブ・ザ・マッチに選ばれた。
マッティア・デ・シリオ、メルヴァン・バール、マクスウェル・コルネら複数のディフェンダーがクラブを去る中、フランス代表レオ・デュボワの後継者として2021-22シーズンを迎え、8月7日、ブレストとのリーグ開幕戦を勝利で飾り、サミュエル・ユムティティ以降では、リーグ・アンで先発出場した最年少ディフェンダーとなった。
夏から秋にかけて、右サイドバックとしてまだデュボワの後塵を拝する形であったが、何度かスポットライトを浴び、UEFAヨーロッパリーグのレンジャーズ戦（アウェイ）、リーグ・アンのパリ・サンジェルマン戦などに先発出場した。
2023年1月29日、イングランドのチェルシーへの移籍が発表された。契約期間は7年半、移籍金は3,000万ユーロと報じられている。2022-23シーズンはチェルシーからのローンで引き続きリヨンでプレイすることとなった。
8月13日、2023-24シーズン開幕節のリヴァプール戦でチェルシーでの公式戦初出場を果たすと、25日のルートン・タウン戦ではラヒーム・スターリングの2ゴールをアシストし、ポチェッティーノ体制となったチームの初勝利に貢献した。
チェルシー加入2シーズン目となる2024-25シーズンも、前シーズンに続いて（負傷による欠場が多かった）同ポジションでキャプテンのリース・ジェイムズより多くの試合に出場。UEFAカンファレンスリーグ、FIFAクラブワールドカップの優勝にも貢献した。

### 代表
フランスの各世代別代表に選出されており、U-16ではミッドフィールダーとしてプレイしたが、U-17以降はディフェンダーである。しかし、2020年から2021年にかけて、COVID-19の世界的流行により、ほとんどの国際大会が予定どおりに開催されなかったため、公式戦の出場機会にあまり恵まれていない。
2021年9月、パンデミックも落ち着き始め、今度はU-19代表として新たなキャップを刻むこととなる。スロベニアで行われたロシア、スロバキア、スロベニアとの親善試合に、チームメイトのラヤン・シェルキとともに招集された。そこでの3試合すべてに先発フル出場し、最後にはキャプテンも務めた。
そのわずか1か月後には、シェルキとともにU-21代表に昇格した。ふたりは2021年10月8日、U-21欧州選手権予選のウクライナ戦で豪華なメンバーに交じってベンチ入りし、交代出場で5-0での勝利に貢献した。
2023年10月13日、EURO 2024予選のオランダ戦で79分から途中出場し、A代表デビュー。

## 人物
ポルトガルにルーツを持つ。
幼少期、ヴィルフォンテーヌでは攻撃的ミッドフィールダーやフォワードとしてプレイしており、リヨンの下部組織で様々なポジションを経験した後、スピードや運動量を評価されサイドバックに転向した。

## 個人成績

### クラブ
| 国内大会個人成績 | 国内大会個人成績 | 国内大会個人成績 | 国内大会個人成績 | 国内大会個人成績 | 国内大会個人成績 | 国内大会個人成績 | 国内大会個人成績 | 国内大会個人成績 | 国内大会個人成績 | 国内大会個人成績 | 国内大会個人成績 |
| 年度             | クラブ           | 背番号           | リーグ           | リーグ戦         | リーグ戦         | リーグ杯         | リーグ杯         | オープン杯       | オープン杯       | 期間通算         | 期間通算         |
| 年度             | クラブ           | 背番号           | リーグ           | 出場             | 得点             | 出場             | 得点             | 出場             | 得点             | 出場             | 得点             |
| フランス         | フランス         | フランス         | フランス         | リーグ戦         | リーグ戦         | F・リーグ杯      | F・リーグ杯      | フランス杯       | フランス杯       | 期間通算         | 期間通算         |
| ---------------- | ---------------- | ---------------- | ---------------- | ---------------- | ---------------- | ---------------- | ---------------- | ---------------- | ---------------- | ---------------- | ---------------- |
| 2020-21          | リヨンB          |                  | ナシオナル2      | 7                | 0                | -                | -                | -                | -                | 7                | 0                |
| 2020-21          | リヨン           | 17               | リーグ・アン     | 2                | 0                | -                | -                | 0                | 0                | 2                | 0                |
| 2021-22          | リヨンB          |                  | ナシオナル2      | 1                | 0                | -                | -                | -                | -                | 1                | 0                |
| 2021-22          | リヨン           | 17               | リーグ・アン     | 30               | 0                | -                | -                | 0                | 0                | 30               | 0                |
| 2022-23          | リヨン           | 27               | リーグ・アン     | 21               | 0                | -                | -                | 1                | 0                | 22               | 0                |
| イングランド     | イングランド     | イングランド     | イングランド     | リーグ戦         | リーグ戦         | FLカップ         | FLカップ         | FAカップ         | FAカップ         | 期間通算         | 期間通算         |
| 2023-24          | チェルシー       | 27               | プレミアリーグ   | 27               | 0                | 5                | 0                | 5                | 0                | 37               | 0                |
| 2024-25          | チェルシー       | 27               | プレミアリーグ   | 32               | 0                | 1                | 0                | 2                | 0                | 35               | 0                |
| 通算             | フランス         | フランス         | ナシオナル2      | 8                | 0                | -                | -                | 0                | 0                | 8                | 0                |
| 通算             | フランス         | フランス         | リーグ・アン     | 53               | 0                | -                | -                | 1                | 0                | 54               | 0                |
| 通算             | イングランド     | イングランド     | プレミアリーグ   | 59               | 0                | 6                | 0                | 7                | 0                | 72               | 0                |
| 総通算           | 総通算           | 総通算           | 総通算           | 120              | 0                | 6                | 0                | 8                | 0                | 134              | 0                |

### 代表
| フランス代表 | 国際Aマッチ | 国際Aマッチ |
| 年           | 出場        | 得点        |
| ------------ | ----------- | ----------- |
| 2023         | 1           | 0           |
| 2024         | 0           | 0           |
| 2025         | 2           | 0           |
| 通算         | 3           | 0           |

## タイトル

### クラブ
チェルシー
- UEFAカンファレンスリーグ（2024-25）[24]
- FIFAクラブワールドカップ（2025）[25]